# أحمد جميل
أحمد جميل ميمون (1968 -) كابتن ولاعب نادي الاتحاد السعودي والمنتخب السعودي لكرة القدم سابقاً ولد في مدينة جدة. يشغل حاليا منصب مدير الفريق الأولمبي بنادي الاتحاد. يعتبر من أشهر لاعبي الدفاع في السعودية ولقَّبه البعض «بالسد العالي»
انضم إلى فريق أشبال الاتحاد ثم لعب لأشبال الاتحاد ثم في درجة الشباب لمباراة واحدة في مركز الظهير الأيمن، قبل أن يثبت أقدامه في الفريق الأول بعد أن تم اختياره من قبل مدرب الفريق الأول ليكون احتياطياً لمدافعي الفريق صلاح عياد، حامد صبحي وسريعاً أحتل موقعه كمدافع أساسي وارتبط اسمه بالكثير من إنجازات نادي الاتحاد رغم ما تعرض له من إصابات عديدة حرمت ناديه من خدماته لأكثر من مرة.

## صفاته
أشتهر أحمد جميل بفن القيادة، وتأثيره الكبير على عطاء زملائه، وارتفاع روح الفريق، وحماسة اللاعبين فاستحق بأن يكون قائداً بارزاً على مستوى الكرة السعودية وهي الصفة والميزة التي اشتهر بها منذ توليه شارة قيادة نادي الإتحاد منذ أكثر من عشر سنوات وعرف عن أحمد جميل كذلك فدائيته، وتضحياته الكثيرة في سبيل انتصار ناديه، وهو ما عرضه للكثير من الإصابات خلال مشواره الطويل مع النادي العميد
كما عرف عن أحمد جميل صلابته وجرأته في مجابهة المهاجمين، وسرعة أنقضاضه على الكرة.
وقتل الكرات الخطرة في مهدها قبل أن تصل لمناطق دفاع الاتحاد حتى استحق أن يلقب بالسد العالي وهو من أشهر لاعبي الخليج وآسيا في ميزة الارتقاء العالي وإجادة ضربات الرأس، والتصدي للكرات العرضية ببراعة متناهية، لذلك كله توفرت في أحمد جميل صفات القائد المحنك، وسمات النجم المميز.
كانت انطلاقة أحمد جميل مع المنتخب السعودي في بطولة كأس الخليج الثامنة في دولة البحرين عام 1986م ليساهم عقب ذلك في العديد من الإنجازات التي تحققت للمنتخب السعودي.

## إنجازاته مع المنتخب السعودي
- كأس الأمم الآسيوية التاسعة في قطر عام 1988م والحادية عشرة في الإمارات عام 1996م.
- التأهل لنهائيات كأس العالم مرتين عام 1994م في الولايات المتحدة الأمريكية، وعام 1998م في فرنسا.
- كأس بطولة منتخبات الخليج بقطر عام 1994م.
- سجل أحمد لجيله خلال مشواره مع المنتخب السعودي الكثير من الأهداف الحاسمة، على الرغم من كونه يلعب كمدافع حيث أنه صاحب أغلى هدف عندما سجل هدف التعادل للسعودية «برأسه» في الدقيقة الأخيرة في مرمى المنتخب الكوري الذي ساهم في تأهل المنتخب السعودي لنهائيات كأس العالم لأول مرة عام 1994م.

أختير خلال مشاركته مع المنتخب السعودي كأحد نجوم منتخب العالم الذي لعب في مدينة جنوة الإيطالية لصالح مرضى السرطان، وكان ذلك عام 1996م.
يعتبر أحمد جميل حالياً من أبرز لاعبي نادي المائة في سجلات الإتحاد الدولي لكرة القدم، بعد أن لعب مع المنتخب الوطني السعودي أكثر من 130 مباراة دولية.

## إنجازاته مع نادي الاتحاد
- كأس الملك عام 1408هـ.
- كأس ولي العهد أعوام 1411هـ - 1417هـ.
- كأس دوري خادم الحرمين الشريفين أعوام 1417هـ - 1419هـ - 1420هـ.
- كأس الاتحاد كأس الأمير فيصل بن فهد أعوام 1406هـ - 1417هـ - 1419هـ.
- كأس الأندية الخليجية أبطال الدوري عام 1419هـ.
- كأس الأندية الآسيوية أبطال الكؤوس التاسعة عام 1419هـ.
- كأس الاتحاد السعودي أبطال لتلك البطولة عام 1416هـ.
- أفضل لاعب سعودي عام 1416هـ.

## وصلات خارجية
- أحمد جميل على موقع الاتحاد الدولي (مؤرشف)  (الإنجليزية)
- أحمد جميل على موقع ناشيونال فوتبول تيمز (الإنجليزية)
- أحمد جميل على موقع Soccerway.com (الإنجليزية)
- أحمد جميل على موقع عالم كرة القدم.نت (الإنجليزية)
- منتدى شبكة الاتحاد -الموقع الرسمي
- منتدى رابطة جمهور الاتحاد عبر الإنترنت